# Larrazet
Larrazet est une commune française située dans le sud-ouest du département de Tarn-et-Garonne, en région Occitanie.
Sur le plan historique et culturel, la commune est dans la Lomagne, une ancienne circonscription de la province de Gascogne ayant titre de vicomté, surnommée « Toscane française ».
Exposée à un climat océanique altéré, elle est drainée par la Gimone, le ruisseau de Tessonne et par divers autres petits cours d'eau. La commune possède un patrimoine naturel remarquable composé de deux zones naturelles d'intérêt écologique, faunistique et floristique.
Larrazet est une commune rurale qui compte 686 habitants en 2022.  Ses habitants sont appelés les Larrazettois ou  Larrazettoises.

## Géographie

### Localisation
Larrazet est une commune située en Lomagne sur la Gimone, entre Castelsarrasin et Beaumont-de-Lomagne.

### Communes limitrophes
Les communes limitrophes sont  Belbèze-en-Lomagne, Garganvillar, Labourgade, Montaïn, Saint-Sardos et Sérignac.
| Garganvillar | Labourgade         |              |
| Sérignac     | Larrazet           | Montaïn      |
|              | Belbèze-en-Lomagne | Saint-Sardos |

### Hydrographie

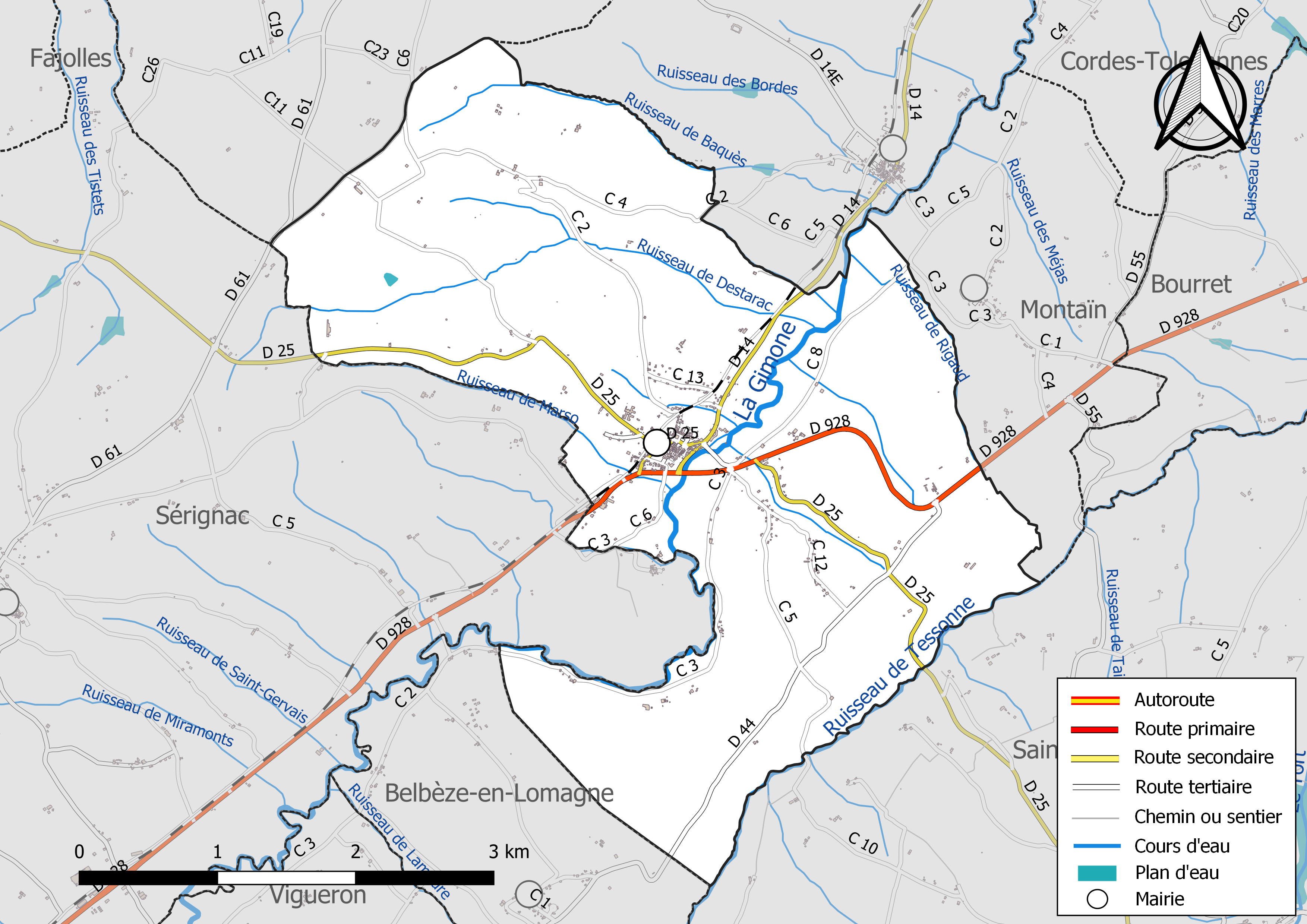
Réseaux hydrographique et routier de Larrazet.

La commune est dans le bassin versant de la Garonne, au sein du bassin hydrographique Adour-Garonne. Elle est drainée par la Gimone, le ruisseau de Tessonne, un bras de la Gimone, le ruisseau de Baquès, le ruisseau de Ceyegé, le ruisseau de Destarac, le ruisseau de Marso, le ruisseau de Rigaud et par divers petits cours d'eau, constituant un réseau hydrographique de 18 km de longueur totale,.
La Gimone, d'une longueur totale de 136 km, prend sa source dans la commune de Saint-Loup-en-Comminges et s'écoule du sud vers le nord. Elle traverse la commune et se jette dans la Garonne à Castelferrus, après avoir traversé 54 communes.
Le ruisseau de Tessonne, d'une longueur totale de 21,8 km, prend sa source dans la commune de Faudoas et s'écoule du sud-ouest vers le nord-ouest. Il traverse la commune et se jette dans la Garonne à Bourret, après avoir traversé 10 communes.

### Climat
Pour des articles plus généraux, voir Climat de l'Occitanie et Climat de Tarn-et-Garonne.
En 2010, le climat de la commune est de type climat du Bassin du Sud-Ouest, selon une étude du Centre national de la recherche scientifique s'appuyant sur une série de données couvrant la période 1971-2000. En 2020, Météo-France publie une typologie des climats de la France métropolitaine dans laquelle la commune est exposée à un climat océanique altéré et est dans la région climatique Aquitaine, Gascogne, caractérisée par une pluviométrie abondante au printemps, modérée en automne, un faible ensoleillement au printemps, un été chaud (19,5 °C), des vents faibles, des brouillards fréquents en automne et en hiver et des orages fréquents en été (15 à 20 jours).
Pour la période 1971-2000, la température annuelle moyenne est de 13,1 °C, avec une amplitude thermique annuelle de 15,4 °C. Le cumul annuel moyen de précipitations est de 747 mm, avec 10,1 jours de précipitations en janvier et 5,6 jours en juillet. Pour la période 1991-2020, la température moyenne annuelle observée sur la station météorologique de Météo-France la plus proche, « Sérignac », sur la commune de Sérignac à 5 km à vol d'oiseau, est de 14,0 °C et le cumul annuel moyen de précipitations est de 690,5 mm. 
La température maximale relevée sur cette station est de 42,4 °C, atteinte le 24 août 2023 ; la température minimale est de −18,9 °C, atteinte le 16 janvier 1985,,.
Les paramètres climatiques de la commune ont été estimés pour le milieu du siècle (2041-2070) selon différents scénarios d'émission de gaz à effet de serre à partir des nouvelles projections climatiques de référence DRIAS-2020. Ils sont consultables sur un site dédié publié par Météo-France en novembre 2022.

### Milieux naturels et biodiversité
L’inventaire des zones naturelles d'intérêt écologique, faunistique et floristique (ZNIEFF) a pour objectif de réaliser une couverture des zones les plus intéressantes sur le plan écologique, essentiellement dans la perspective d’améliorer la connaissance du patrimoine naturel national et de fournir aux différents décideurs un outil d’aide à la prise en compte de l’environnement dans l’aménagement du territoire.
Une ZNIEFF de type 1 est recensée sur la commune :
le « ruisseau de la Tessone, bois et lac » (135 ha), couvrant 6 communes du département et une ZNIEFF de type 2, : 
le « cours de la Gimone et de la Marcaoue » (3 085 ha), couvrant 60 communes dont cinq dans la Haute-Garonne, 37 dans le Gers, une dans les Hautes-Pyrénées et 17 dans le Tarn-et-Garonne.

Carte des ZNIEFF de type 1 et 2 à Larrazet.
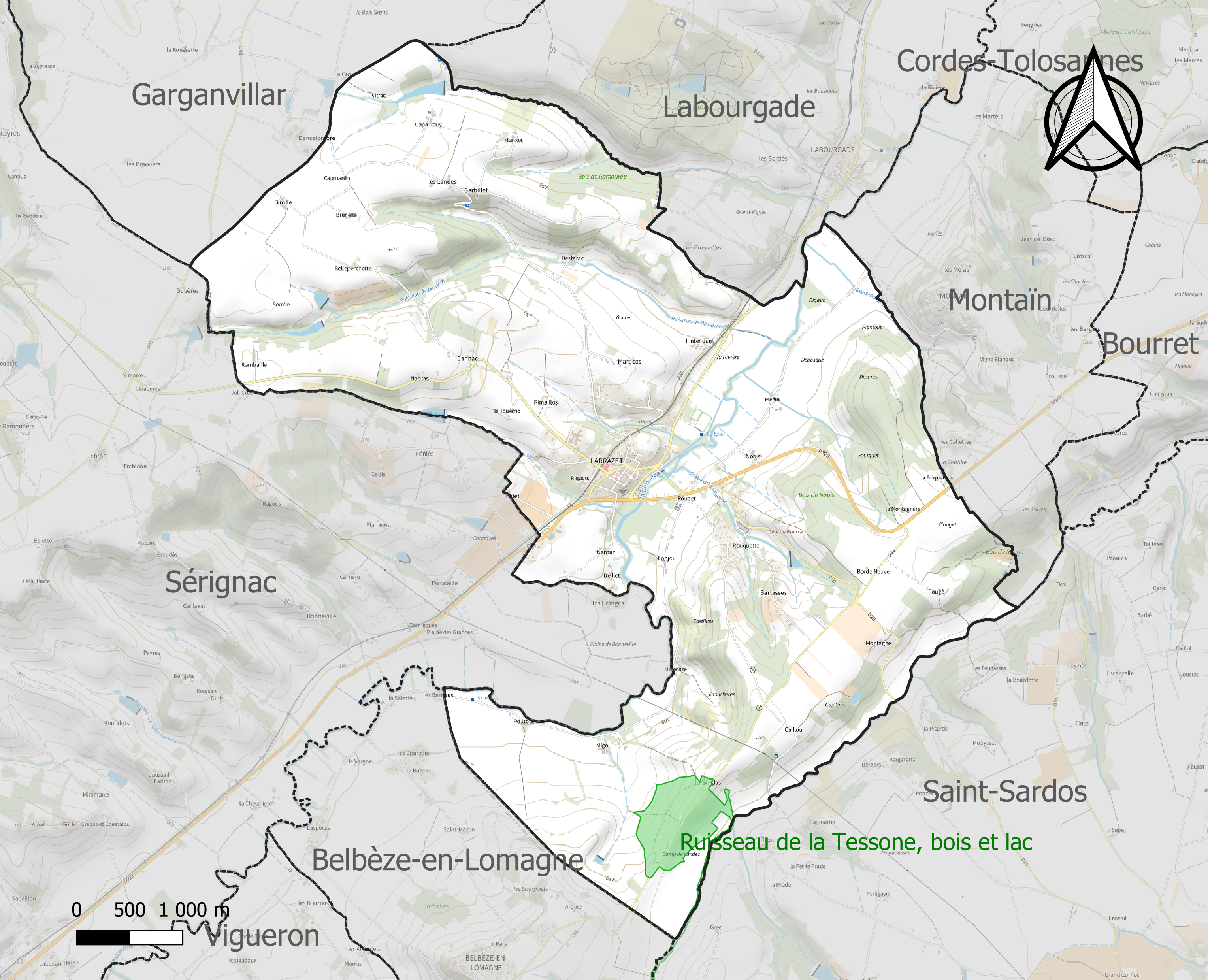
Carte de la ZNIEFF de type 1 sur la commune.
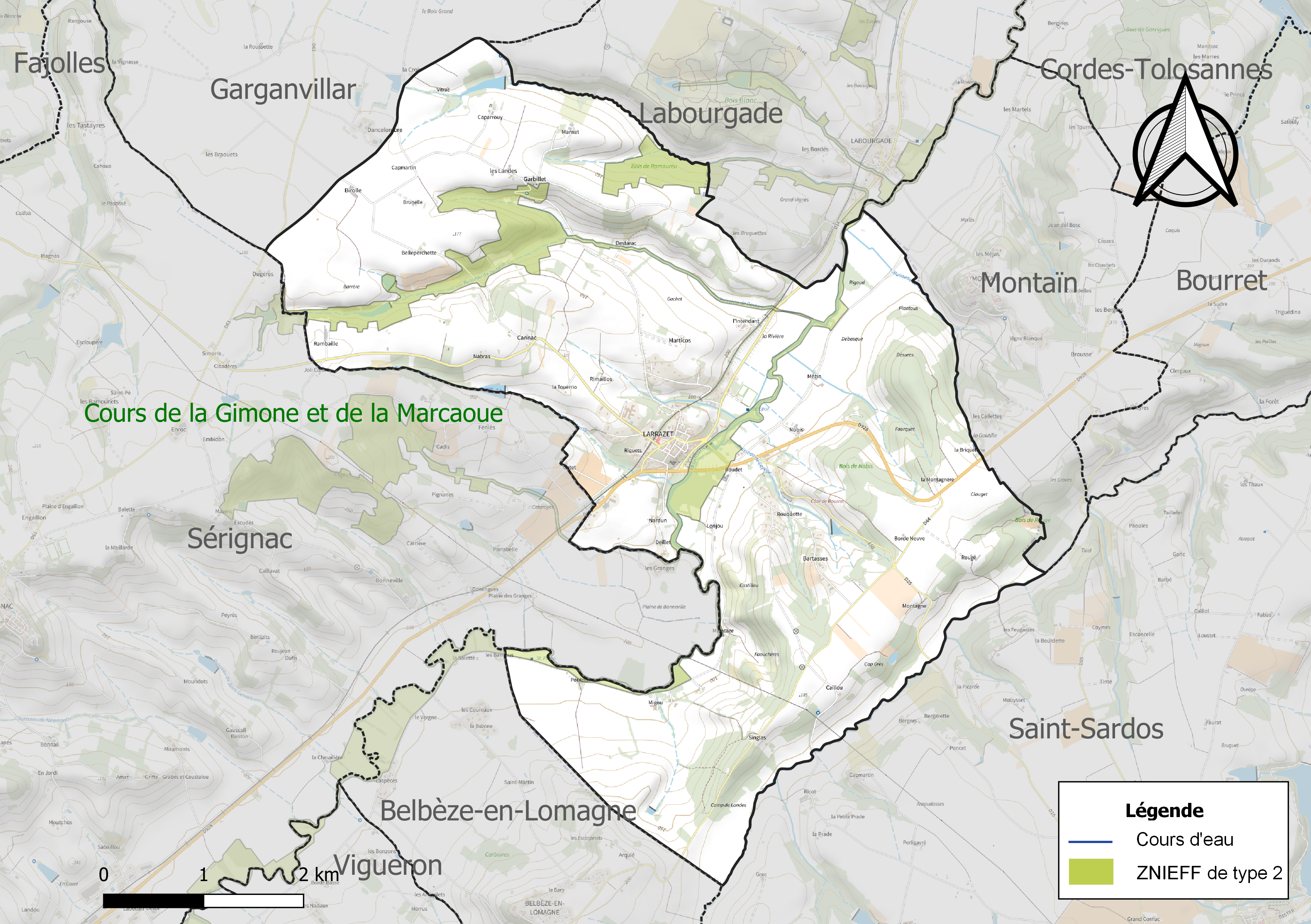
Carte de la ZNIEFF de type 2 sur la commune.

## Urbanisme

### Typologie
Au 1er janvier 2024, Larrazet est catégorisée commune rurale à habitat dispersé, selon la nouvelle grille communale de densité à sept niveaux définie par l'Insee en 2022.
Elle est située hors unité urbaine et hors attraction des villes,.

### Occupation des sols
L'occupation des sols de la commune, telle qu'elle ressort de la base de données européenne d’occupation biophysique des sols Corine Land Cover (CLC), est marquée par l'importance des territoires agricoles (83,1 % en 2018), en diminution par rapport à 1990 (84,8 %). La répartition détaillée en 2018 est la suivante : 
terres arables (71 %), forêts (15,2 %), zones agricoles hétérogènes (10,5 %), zones urbanisées (1,7 %), cultures permanentes (1,4 %), prairies (0,1 %). L'évolution de l’occupation des sols de la commune et de ses infrastructures peut être observée sur les différentes représentations cartographiques du territoire : la carte de Cassini (XVIIIe siècle), la carte d'état-major (1820-1866) et les cartes ou photos aériennes de l'IGN pour la période actuelle (1950 à aujourd'hui).

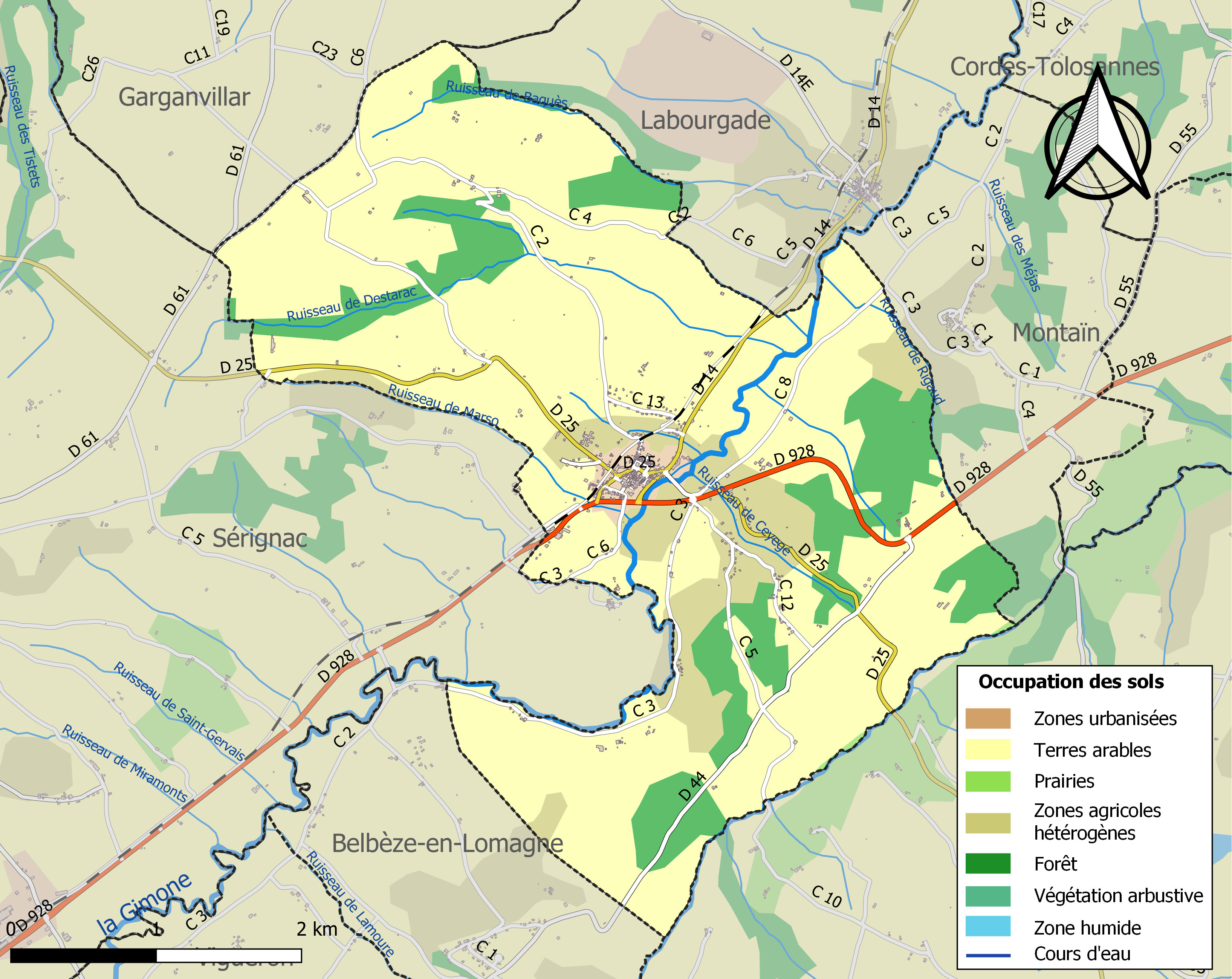
Carte des infrastructures et de l'occupation des sols de la commune en 2018 (CLC).

### Voies de communication et transports
La ligne 849 du réseau liO relie la commune à la gare de Dieupentale, en correspondance avec des TER Occitanie en direction de Toulouse-Matabiau ou Montauban-Ville-Bourbon, et la ligne 933 relie la commune à Montauban et à Auch.

### Risques majeurs
Le territoire de la commune de Larrazet est vulnérable à différents aléas naturels : météorologiques (tempête, orage, neige, grand froid, canicule ou sécheresse), inondations, mouvements de terrains et séisme (sismicité très faible). Il est également exposé à deux risques technologiques,  le transport de matières dangereuses et la rupture d'un barrage. Un site publié par le BRGM permet d'évaluer simplement et rapidement les risques d'un bien localisé soit par son adresse soit par le numéro de sa parcelle.

#### Risques naturels
Certaines parties du territoire communal sont susceptibles d’être affectées par le risque d’inondation par débordement de cours d'eau, notamment la Gimone et le ruisseau de Tessonne. La cartographie des zones inondables en ex-Midi-Pyrénées réalisée dans le cadre du XIe Contrat de plan État-région, visant à informer les citoyens et les décideurs sur le risque d’inondation, est accessible sur le site de la DREAL Occitanie. La commune a été reconnue en état de catastrophe naturelle au titre des dommages causés par les inondations et coulées de boue survenues en 1982, 1992, 1993, 1996, 1999, 2006, 2015 et 2018,.
Larrazet est exposée au risque de feu de forêt. Le département de Tarn-et-Garonne présentant toutefois globalement un niveau d’aléa moyen à faible très localisé, aucun Plan départemental de protection des forêts contre les risques d’incendie de forêt (PFCIF) n'a été élaboré. Le débroussaillement aux abords des maisons constitue l’une des meilleures protections pour les particuliers contre le feu,.

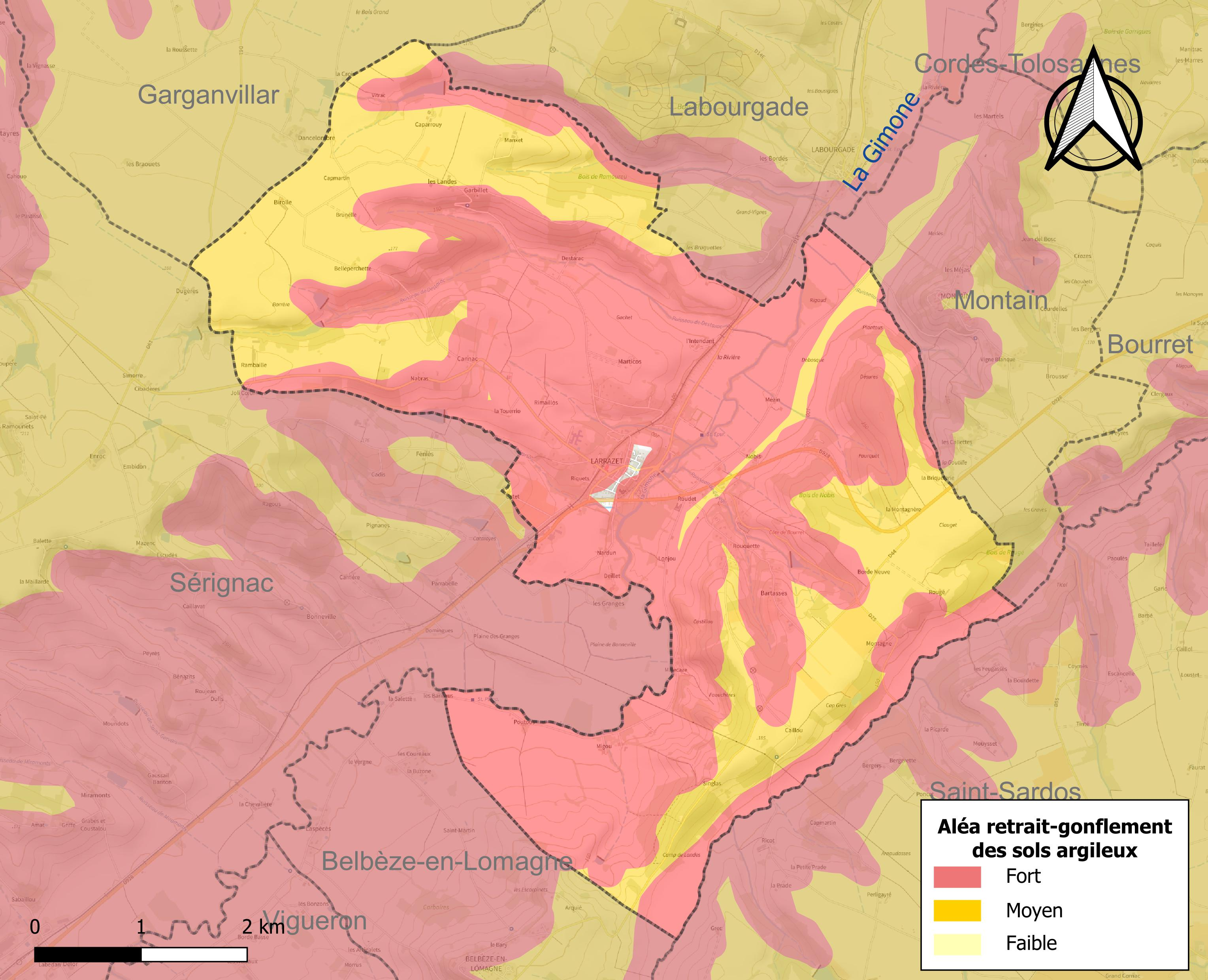
Carte des zones d'aléa retrait-gonflement des sols argileux de Larrazet.

Les mouvements de terrains susceptibles de se produire sur la commune sont des tassements différentiels.
Le retrait-gonflement des sols argileux est susceptible d'engendrer des dommages importants aux bâtiments en cas d’alternance de périodes de sécheresse et de pluie. 99,7 % de la superficie communale est en aléa moyen ou fort (92 % au niveau départemental et 48,5 % au niveau national). Sur les 273 bâtiments dénombrés sur la commune en 2019, 240 sont en aléa moyen ou fort, soit 88 %, à comparer aux 96 % au niveau départemental et 54 % au niveau national. Une cartographie de l'exposition du territoire national au retrait gonflement des sols argileux est disponible sur le site du BRGM,.
Par ailleurs, afin de mieux appréhender le risque d’affaissement de terrain, l'inventaire national des cavités souterraines permet de localiser celles situées sur la commune.
Concernant les mouvements de terrains, la commune a été reconnue en état de catastrophe naturelle au titre des dommages causés par la sécheresse en 2003 et 2011 et par des mouvements de terrain en 1999.

#### Risques technologiques
Le risque de transport de matières dangereuses sur la commune est lié à sa traversée par des infrastructures routières ou ferroviaires importantes ou la présence d'une canalisation de transport d'hydrocarbures. Un accident se produisant sur de telles infrastructures est susceptible d’avoir des effets graves sur les biens, les personnes ou l'environnement, selon la nature du matériau transporté. Des dispositions d’urbanisme peuvent être préconisées en conséquence.
La commune est en outre située en aval du barrage de la Gimone, un ouvrage de classe A  situé dans les départements de Haute-Garonne et du Gers sur la rivière Gimone et disposant d'une retenue de 25 millions de mètres cubes. À ce titre elle est susceptible d’être touchée par l’onde de submersion consécutive à la rupture d'un de ces ouvrages.

## Histoire
Larrazet est la première bastide de l’abbaye de Belleperche, fondée entre 1253 et 1254. L'étymologie du nom est incertaine. Certains le rattachent au mot gascon « arrats » qui désigne le ruisseau ou un ensemble de ruissellements ; d'autres supposent qu'il était le diminutif d'une ancienne et vaste seigneurie, appelée ARRAS ; d'autres encore le relient à la racine d'un toponyme qu'on retrouve dans la Haute-Garonne sous les formes LARRA, LARRAMA, LARRAMET, etc. Ses coutumes, données en 1265 en occitan, ne comportent aucun article relatif à des distributions de parcelles ni aux conditions d’exploitation du sol puisque la bastide existait déjà depuis une dizaine d’années. Elles sont simplement la formalisation de dispositions juridiques et fiscales jusqu’ici oralement concédées en faveur du seul et unique seigneur, l’abbé de Belleperche.
Le village, fondé au pied du coteau mais à l’abri de crues, fait aujourd’hui songer, avec le château des abbés construit en 1500 sur une précédente maison forte, à un castelnau. Mais au XIVe siècle, la construction des murailles a profondément modifié la structure de cette première agglomération. On note toutefois l'absence de place publique intra-muros, ce qui est le cas de bien des villages de la région, qu’il s'agisse ou non de bastides. Construit sur un plan régulier, le village comporte des passages couverts dans des rues bordées de maisons anciennes construites du XVIe au XIXe siècle, maisons en pan de bois. Le bourg était fermé par une enceinte, avant 1268, cernée par un fossé profond converti en aqueduc périphérique.
La seigneurie unique de Belleperche ne dura pas longtemps. En 1283, une sentence arbitrale attribua au vicomte de Terride la moitié de la haute et de la moyenne justice. Comme plusieurs autres dynasties gasconnes, les vicomtes usaient à cette époque d’une politique agressive pour agrandir leur espace vital. Le vicomte se fit reconnaître comme coseigneur à Larrazet en 1284 et les coutumes furent renouvelées, et peut-être modifiées, en 1292.
L’époque la plus prestigieuse de Larrazet a été le XVIe siècle, notamment grâce aux importantes constructions entreprises par Jean III de Cardailhac, abbé de Belleperche de 1485 à 1543 (voir ci-dessous). En 1563, lorsque Jean VI de Lévis, marquis et maréchal de Mirepoix, épousa Catherine Ursule de Lomagne, fille d'Antoine de Lomagne, vicomte de Terride, et de Jeanne de Cardailhac, la terre de Terride passa définitivement dans la maison de Mirepoix, dont l'un des puînés devait porter les armes. Le marquis de Mirepoix se substitua donc au vicomte de Terride comme coseigneur de Larrazet. Mais au XVIIIe siècle, les habitants de Larrazet décidèrent à nouveau de ne reconnaître comme seul seigneur que l'abbé de Belleperche, et refusèrent de verser au marquis de Mirepoix les redevances qu'il sollicitait (cf. Mémoires de l'académie des sciences, des inscriptions et belles-lettres de Toulouse, 1934, p. 101).

## Politique et administration

### Liste des maires
| Période                                  | Période       | Identité           | Étiquette | Qualité                                                                             |
| ---------------------------------------- | ------------- | ------------------ | --------- | ----------------------------------------------------------------------------------- |
| 1945                                     | 1980          | Camille Bégué      | UDR-RPR   | Député (1958-1962), conseiller général du canton de Beaumont-de-Lomagne (1949-1967) |
| mars 1980                                | juin 1989     | Simon Dangas       |           |                                                                                     |
| juin 1989                                | mars 2002     | Alain Villemur     |           |                                                                                     |
| mars 2002                                | novembre 2012 | Bertrand Thibout   |           |                                                                                     |
| décembre 2012                            | 2020          | Ghislain Dangas    |           |                                                                                     |
| 2020                                     | En cours      | Jean-Louis Coureau |           |                                                                                     |
| Les données manquantes sont à compléter. |               |                    |           |                                                                                     |

## Population et société

### Démographie
L'évolution du nombre d'habitants est connue à travers les recensements de la population effectués dans la commune depuis 1793. Pour les communes de moins de 10 000 habitants, une enquête de recensement portant sur toute la population est réalisée tous les cinq ans, les populations de référence des années intermédiaires étant quant à elles estimées par interpolation ou extrapolation. Pour la commune, le premier recensement exhaustif entrant dans le cadre du nouveau dispositif a été réalisé en 2007.

En 2022, la commune comptait 686 habitants, en évolution de +1,48 % par rapport à 2016 (Tarn-et-Garonne : +3,12 %, France hors Mayotte : +2,11 %).
| 1793  | 1800 | 1806 | 1821 | 1831 | 1836 | 1841 | 1846 | 1851 |
| ----- | ---- | ---- | ---- | ---- | ---- | ---- | ---- | ---- |
| 1 000 | 806  | 889  | 897  | 970  | 957  | 935  | 936  | 916  |

| 1856 | 1861 | 1866 | 1872 | 1876 | 1881 | 1886 | 1891 | 1896 |
| ---- | ---- | ---- | ---- | ---- | ---- | ---- | ---- | ---- |
| 848  | 869  | 829  | 818  | 833  | 776  | 718  | 728  | 704  |

| 1901 | 1906 | 1911 | 1921 | 1926 | 1931 | 1936 | 1946 | 1954 |
| ---- | ---- | ---- | ---- | ---- | ---- | ---- | ---- | ---- |
| 670  | 689  | 626  | 595  | 575  | 513  | 507  | 510  | 521  |

| 1962 | 1968 | 1975 | 1982 | 1990 | 1999 | 2006 | 2007 | 2012 |
| ---- | ---- | ---- | ---- | ---- | ---- | ---- | ---- | ---- |
| 522  | 454  | 538  | 509  | 514  | 557  | 581  | 584  | 649  |

| 2017 | 2022 | - | - | - | - | - | - | - |
| ---- | ---- | - | - | - | - | - | - | - |
| 687  | 686  | - | - | - | - | - | - | - |

## Économie

### Revenus
En 2018, la commune compte 240 ménages fiscaux, regroupant 587 personnes. La médiane du revenu disponible par unité de consommation est de 19 320 € (20 140 € dans le département).

### Emploi
|                | 2008  | 2013   | 2018   |
| -------------- | ----- | ------ | ------ |
| Commune        | 7,4 % | 10,1 % | 16,8 % |
| Département    | 8,4 % | 10,2 % | 10,3 % |
| France entière | 8,3 % | 10 %   | 10 %   |

En 2018, la population âgée de 15 à 64 ans s'élève à 361 personnes, parmi lesquelles on compte 74,3 % d'actifs (57,5 % ayant un emploi et 16,8 % de chômeurs) et 25,7 % d'inactifs,. En  2018, le taux de chômage communal (au sens du recensement) des 15-64 ans est supérieur à celui du département et de la France, alors qu'en 2008 la situation était inverse.
La commune est hors attraction des villes,. Elle compte 142 emplois en 2018, contre 109 en 2013 et 101 en 2008. Le nombre d'actifs ayant un emploi résidant dans la commune est de 212, soit un indicateur de concentration d'emploi de 66,8 % et un taux d'activité parmi les 15 ans ou plus de 50 %.
Sur ces 212 actifs de 15 ans ou plus ayant un emploi, 67 travaillent dans la commune, soit 32 % des habitants. Pour se rendre au travail, 87,6 % des habitants utilisent un véhicule personnel ou de fonction à quatre roues, 0,9 % les transports en commun, 3,3 % s'y rendent en deux-roues, à vélo ou à pied et 8,1 % n'ont pas besoin de transport (travail au domicile).

### Activités hors agriculture
40 établissements sont implantés  à Larrazet au 31 décembre 2019. Le tableau ci-dessous en détaille le nombre par secteur d'activité et compare les ratios avec ceux du département,.
| Secteur d'activité                                                                                        | Commune | Commune | Département |
| Secteur d'activité                                                                                        | Nombre  | %       | %           |
| --- | ------- | ------- | ----------- |
| Ensemble                                                                                                  | 40      |         |             |
| Industrie manufacturière, industries extractives et autres                                                | 5       | 12,5 %  | (9,6 %)     |
| Construction                                                                                              | 7       | 17,5 %  | (14,9 %)    |
| Commerce de gros et de détail, transports, hébergement et restauration                                    | 9       | 22,5 %  | (29,7 %)    |
| Activités financières et d'assurance                                                                      | 1       | 2,5 %   | (3,4 %)     |
| Activités immobilières                                                                                    | 1       | 2,5 %   | (3,3 %)     |
| Activités spécialisées, scientifiques et techniques et activités de services administratifs et de soutien | 6       | 15 %    | (14,1 %)    |
| Administration publique, enseignement, santé humaine et action sociale                                    | 8       | 20 %    | (13,6 %)    |
| Autres activités de services                                                                              | 3       | 7,5 %   | (9,3 %)     |

Le secteur du commerce de gros et de détail, des transports, de l'hébergement et de la restauration est prépondérant sur la commune puisqu'il représente 22,5 % du nombre total d'établissements de la commune (9 sur les 40 entreprises implantées  à Larrazet), contre 29,7 % au niveau départemental.

### Agriculture
La commune est dans la Lomagne, une petite région agricole située dans le sud-ouest du département de Tarn-et-Garonne. En 2020, l'orientation technico-économique de l'agriculture  sur la commune est la polyculture et/ou le polyélevage. 
|               | 1988  | 2000  | 2010  | 2020  |
| ------------- | ----- | ----- | ----- | ----- |
| Exploitations | 41    | 31    | 24    | 14    |
| SAU (ha)      | 1 120 | 1 204 | 1 259 | 1 359 |

Le nombre d'exploitations agricoles en activité et ayant leur siège dans la commune est passé de 41 lors du recensement agricole de 1988  à 31 en 2000 puis à 24 en 2010 et enfin à 14 en 2020, soit une baisse de 66 % en 32 ans. Le même mouvement est observé à l'échelle du département qui a perdu pendant cette période 57 % de ses exploitations,. La surface agricole utilisée sur la commune a quant à elle augmenté, passant de 1 120 ha en 1988 à 1 359 ha en 2020. Parallèlement la surface agricole utilisée moyenne par exploitation a augmenté, passant de 27 à 97 ha.

## Culture locale et patrimoine

### Lieux et monuments
- L'église Sainte-Marie-Madeleine. L'édifice a été classé au titre des monuments historiques en 1912base Palissy. Plusieurs objets sont référencés dans la base Palissy[39]. L'église est de style gothique, elle fut construite entre 1500 et 1530 à l’emplacement d’une église du XIIIe siècle. Cette nouvelle église eut à souffrir des guerres de Religion en 1561 où elle perdit son portail et quelques chapelles, cependant que le beau clocher octogonal de deux étages subsistait, mais sans flèche. L’édifice fut restauré en 1607 par arrêté du parlement de Toulouse aux frais de l’abbaye de Belleperche. Elle comporte une nef unique à cinq travées, sans chapiteaux, et des chapelles latérales. Mais son ornement principal réside dans un splendide retable baroque édifié en stuc en 1687 par Nicolas Board, de Saint Félix de Caraman, et béni cette même année par Nicolas Berthier, abbé de Belleperche. Ce retable, qui occupe toute la superficie du chevet jusqu’à la voûte, représente dans son panneau central Sainte Madeleine chez Simon le Pharisien et au-dessus en médaillon l’apparition du Christ au paradis après sa Résurrection.
- Chapelle Saint-Jean-Baptiste de Larrazet.
- Le château abbatial qui domine la vallée de la Gimone fut construit en partie sur les substructions d’un ancien château devant dater de 1187 (détruit pendant la guerre de Cent Ans). Le 20 mai 1500 Jean de Cardailhac édifia une tour de trois étages à l’emplacement actuel. En 1572, lors du saccage de l’abbaye de Belleperche par les huguenots, les moines échappés du massacre se réfugièrent au château. Ce château fut en grande partie pillé et détruit pendant la Révolution et, devenu bien national, fut acheté en 1791 par Groc, qui sauva le bâtiment en le recouvrant. L’intérêt architectural de ce château réside non seulement dans la façade de style gothique flamboyant et ses cheminées, mais aussi dans la décoration sculpturale intérieure et dans ce magnifique escalier voûté d’ogives qui tourne autour d’un noyau central, selon un procédé nouveau importé d’Italie.
- Maisons à colombages : Construit sur un plan régulier, le village comporte des passages couverts dans des rues bordées de maisons anciennes construites du XVIe au XIXe siècle, superbes demeures à colombages et pans de bois. Citons par exemple la MAISON SAINT-PAUL, dont on connaît un peu l'histoire : édifiée au XVIe (probablement à partir de logis du XIVe situés de part et d'autre d'une ruelle), elle a été agrandie et embellie côté jardin par la famille Lasserre au XIXe, puis modernisée et restaurée aux XXe et XXIe par la famille Palazot-Bégué. Y ont vécu ou séjourné un député-maire de Larrazet, Camille Bégué, et trois autres  parlementaires, dont Maurice Lasserre, député de Castelsarrasin de 1890 à 1902, qui, à chaque succès électoral, faisait allumer des lampions sur la galerie qui surplombe le jardin et organisait un bal auquel tous les habitants de la commune étaient invités. Dans les années 1920-1930, les propriétaires prêtaient volontiers leur jardin aux nouveaux mariés larrazettois qui souhaitaient l'utiliser comme décor pour la photo de leur mariage...

### Personnalités liées à la commune
- Pierre Saint-Paul aîné (1736-1828) : bourgeois, délégué de la commune pour les élections aux États-Généraux, élu collecteur des contributions en 1790;
- Jean Alpinien Saint-Paul (1742-1822), frère du précédent : maire de Larrazet en 1790-1791, puis en 1810-1821;
- Joseph Lasserre (1836-1889) : propriétaire à Larrazet, avocat, député-maire de Saint-Nicolas-de-la-Grave de 1876 à 1889;
- Maurice Lasserre (1862-1933), fils du précédent : propriétaire à Larrazet, avocat, député-maire de Saint-Nicolas-de-la-Grave de 1890 à 1902, par la suite président de l'association des plaisanciers de Noirmoutier;
- Camille Bégué (1906-1993) : professeur agrégé, maire de Larrazet de 1945 à 1980, conseiller général de Beaumont-de-Lomagne de 1949 à 1967, député de Castelsarrasin de 1958 à 1962;
- Guy Bégué, fils du précédent : professeur agrégé, député de Marmande de 1968 à 1973;
- René Bousquet (1909-1993) : préfet, secrétaire général de la police du régime de Vichy, enterré à Larrazet dans le caveau de sa belle-famille, mais non originaire lui-même de ce village ;
- Georges Brousse (1909-1980) : professeur agrégé, homme politique né à Larrazet.

### Hommage
Le nom de Camille Bégué a été donné à l'avenue qui traverse le village depuis le pont de la Gimone jusqu'à la route de Lavit.

### Littérature
Le roman Rodrigo de Régis Bégué (petit-fils de Camille), paru en 2022, évoque entre autres l'affaire Bousquet et se déroule en partie à Larrazet,.

### Héraldique
| Blason de Larrazet | Blason  | De gueules au lion couronné d'argent accompagné de treize besants du même ordonnés en orle. |
| Blason de Larrazet | Détails | Le statut officiel du blason reste à déterminer.                                            |